# Cornelis Huysmans
Cornelis Huysmans, auch Cornelius oder Corneille, (* getauft am 2. April 1648 in Antwerpen; † 1. Juni 1727 in Mechelen) war ein flämischer Landschaftsmaler.

## Leben
Huysmans war der Sohn des Holzhandwerkers und Meisters der königlichen Münze (niederländisch houtbreker munter ende werckman in Syne Majesteyts munte) Hendrik Huysmans und dessen Frau Catharina (geborene van der Heyden, Meyden oder Meijden). In manchen Quellen wird der Vater auch als Baumeister oder Architekt bezeichnet. Sein jüngerer Bruder Jan Baptist Huysmans (getauft am 7. Oktober 1654 – 14. Juli 1716) war ebenfalls Maler. Nach dem frühen Tod des Vaters wurde er von seinem Vormund in die Ausbildung zu dem Landschaftsmalers Jasper, Kasper, Gaspar[d] de Witte (1624–1681) geschickt. Später wechselte er für zwei Jahre nach Brüssel in das Atelier von Jacques d’Arthois, wo er mit 7 Stuber oder Sous täglich entlohnt wurde. Er begab sich fast täglich in den Wald von Soignies, um dort zu zeichnen und lebte eher in elenden Verhältnissen. Während dieser Zeit wurde er auch als „Brüsselscher Huysmans“ bezeichnet. Adam Frans van der Meulen, den er dort kennengelernt hatte, versuchte ihn zu sich nach Paris zu holen und lockte mit einem üppigen Jahresgehalt. Huysmans lehnte dies jedoch ab, da er die französische Sprache nicht beherrschte. Anschließend lebte und wirkte Huysman bis 1702 in Mechelen, kehrte zwischenzeitlich nach Antwerpen zurück, wo er 1706 Mitglied der Gilde St. Lucas wurde und zog 1716 endgültig nach Mechelen, wo er sich als freischaffender Künstler niederließ.
Er erhielt den Beinamen „Huysmans van Mecheln“ und wird in älteren Katalogen auch als „Michiel Huysmans“ = „Mechelnsche Huysman“ bezeichnet. Er signierte seine Bilder eher selten teilweise wurden sie nachträglich mit Hüsman gekennzeichnet, trotzdem lassen sich ihm diese aufgrund seines Stils zuordnen. Er malte vorzugsweise heimische und italienische Waldlandschaften von kräftiger Farbe, die sich in den Galerien zu Paris, Brüssel, Dresden, Berlin, Schwerin und Wien befinden. Zu seinen Schülern sollen neben seinem jüngeren Bruder auch Augustin Casimir Ridel, auch Redel, und Johann Edmund (Jean Edmond) Turner gehört haben. Viele seiner Werke litten an der schlechten Farbzusammensetzung, so dass sie schnell nachdunkelten. Er verwendete oft dunkle bräunliche Töne und es mangelte den Bildnissen an Helligkeit.  Die Werke seines Bruders ähneln den seinen sehr. Manchmal wurden sie auch als der Alte und der Junge Huysmans bezeichnet, um sie zu unterscheiden.

## Familie
Huysmans heiratete am 26. Januar 1682 Anna Maria (geborene Scheppers; † 26. März 1744), die Tochter eines Anwalts, sie im Alter von 92 Jahren gestorben sein soll. Das Paar hatte drei Kinder, zwei Söhne und eine Tochter.
- Pieter Balthasar Huysmans (getauft am 7. Januar 1684 – 1. November 1706) sollte ebenfalls Maler werden. Er soll ein Schüler des Pieter van Bloemen gewesen sein.

## Werke (Auswahl)

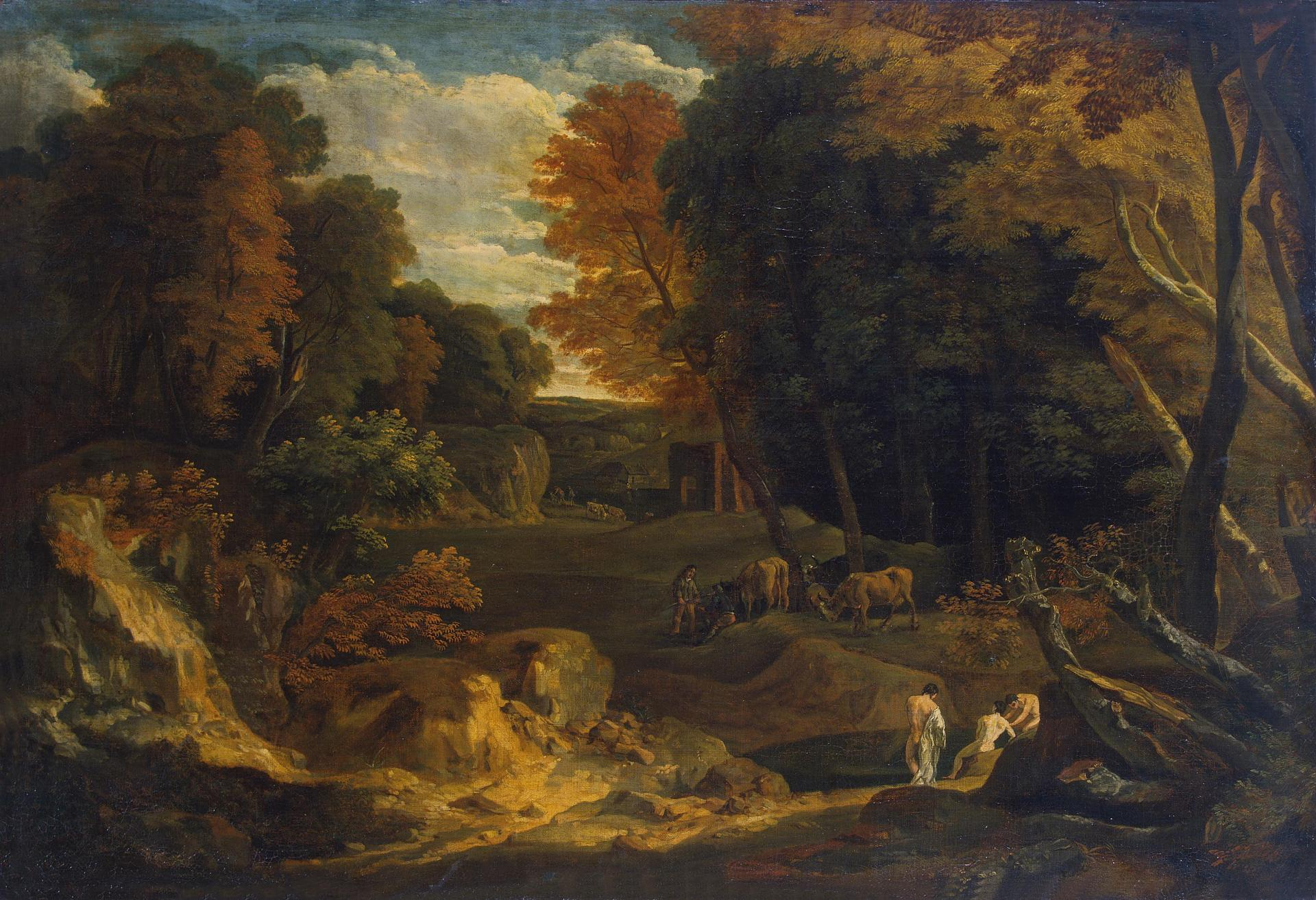
Waldlandschaft 1690er Jahre

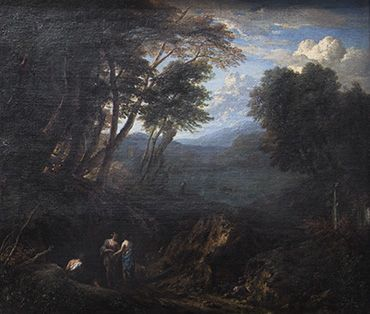
Arkadische Landschaft

- Kleine Landschaft. Tanzende Hirten und Kleine Landschaft. Herde und Hirten am Brunnen
- Ausgang aus dem Walde
- Der Hohlweg
- Arkadische Landschaft
- Italienische Landschaft
- Landschaft mit römischen Bauwerken
- Große Landschaft mit Bergferne